# Тясвере
Тя́свере (ест. Täsvere küla) — село в Естонії, у волості Камб'я повіту Тартумаа.

## Населення
Чисельність населення на 31 грудня 2011 року становила 32 особи.

## Історія
До 21 жовтня 2017 року село входило до складу волості Юленурме.